# Queens of the Stone Age (Album)
Queens of the Stone Age ist das erste Studioalbum der gleichnamigen US-amerikanischen Rockband Queens of the Stone Age. Es wurde vom 3. bis 21. April 1998 in verschiedenen Studios in Kalifornien eingespielt und erschien am 22. September desselben Jahres. Im März 2011 erschien auf Sänger Hommes eigenem Label Rekords Rekords eine remasterte Neuauflage samt dreier zusätzlicher Titel, die es nicht auf die erste Auflage geschafft hatten.

## Titelliste

### Erstveröffentlichung
1. Regular John (Homme, Hernández, John McBain) – 4:35
2. Avon (Homme) – 3:22
3. If Only (Homme) – 3:20
4. Walkin on the Sidewalks (Homme, Hernández) – 5:03
5. You Would Know (Homme, Hernández) – 4:16
6. How to Handle a Rope (Homme, Hernández) – 3:30
7. Mexicola (Homme) – 4:54
8. Hispanic Impressions (Homme, Hernández) – 2:44
9. You Can’t Quit Me Baby (Homme, Hernández) – 6:34
10. Give the Mule What He Wants (Homme, Hernández) – 3:09
11. I Was a Teenage Hand Model (Homme, Hernández) – 5:01

### Wiederveröffentlichung
1. Regular John (Homme, Hernández, McBain) – 4:35
2. Avon (Homme) – 3:22
3. If Only (Homme) – 3:20
4. Walkin on the Sidewalks (Homme, Hernández) – 5:03
5. You Would Know (Homme, Hernández) – 4:16
6. The Bronze (Homme) – 3:45
7. How to Handle a Rope (A Lesson in the Lariat) (Homme, Hernández) – 3:30
8. Mexicola (Homme) – 4:54
9. Hispanic Impressions v – 2:44
10. You Can’t Quit Me Baby (Homme, Hernández) – 6:34
11. These Aren’t the Droids You’re Looking For (Homme) – 3:07
12. Give the Mule What He Wants (Homme, Hernández) – 3:09
13. Spiders and Vinegaroons (Homme) – 6:27
14. I Was a Teenage Hand Model (Homme, Hernández) – 5:01

## Mitwirkende
Neben Josh Homme und Alfredo Hernández wirken einige Gastmusiker auf dem Album mit.
- Chris Goss – Bass und Hintergrundgesang auf You Would Know und Give the Mule What He Wants, sowie Clavinet und Perkussion auf Spiders and Vinegaroons
- Fred Drake – Schlagzeug und Hintergrundgesang auf I Was a Teenage Hand Model
- Patrick Hutchinson – Piano auf I Was a Teenage Hand Model
- Mike Johnson – „Sofa“ auf I Was a Teenage Hand Model
- Dave Catching – Perkussion auf I Was a Teenage Hand Model
- Victor Indrizzo – Schlagzeug auf Spiders and Vinegaroons

## Rezeption

### Chartplatzierungen
In Deutschland, der Schweiz und der Vereinigten Staaten erreichte das Album erstmals nach einer Wiederveröffentlichung im Jahr 2022 die Charts.
| ChartsChartplatzierungen       | Höchstplatzierung | Wochen |
| ------------------------------ | ----------------- | ------ |
| Deutschland (GfK)              | 18 (1 Wo.)        | 1      |
| Österreich (Ö3)                | 75 (1 Wo.)        | 1      |
| Schweiz (IFPI)                 | 25 (1 Wo.)        | 1      |
| Vereinigte Staaten (Billboard) | 90 (2 Wo.)        | 2      |
| Vereinigtes Königreich (OCC)   | 42 (2 Wo.)        | 2      |

### Auszeichnungen für Musikverkäufe
| Land/Region                  | Auszeichnungen für Musikverkäufe (Land/Region, Auszeichnung, Verkäufe) | Verkäufe |
| ---------------------------- | ---------------------------------------------------------------------- | -------- |
| Vereinigtes Königreich (BPI) | Gold                                                                   | 100.000  |
| Insgesamt                    | 1× Gold ·                                                              | 100.000  |

## Trivia
- Josh Hommes Pseudonym, unter dem er sich als Bassist im Booklet aufführt, ist „Carlo von Sexron“.
- Avon stammt aus Hommes Nebenprojekt Desert Sessions.
- If Only ist eine neue Aufnahme des Liedes If Only Everything von der Kyuss/Queens-of-the-Stone-Age-Split-EP.
- Anlässlich der Wiederveröffentlichung gingen Queens of the Stone Age von März bis Mai 2011 auf Tour und spielten dabei das gesamte Album am Stück.
- Ebenfalls zur Neuauflage wurde das Lied How to Handle a Rope (A Lesson in the Lariat) mit Avon als B-Seite als 7″-Single mit einer Limitierung von 1000 Exemplaren veröffentlicht.